# Oeclidius aboraca
Oeclidius aboraca är en insektsart som beskrevs av Fennah 1980. Oeclidius aboraca ingår i släktet Oeclidius och familjen Kinnaridae. Inga underarter finns listade i Catalogue of Life.